# Вилянуева дел Дуке
Вилянуева дел Дуке (на испански: Villanueva del Duque) е населено място и община в Испания. Намира се в провинция Кордоба, в състава на автономната област Андалусия. Общината влиза в състава на района (комарка) Вале де лос Педрочес. Заема площ от 137 km². Населението му е 1618 души (по преброяване от 2010 г.). Разстоянието до административния център на провинцията е 76 km.

## Демография
| 1996 | 1998 | 1999 | 2000 | 2001 | 2002 | 2003 | 2004 | 2005 | 2006 |
| ---- | ---- | ---- | ---- | ---- | ---- | ---- | ---- | ---- | ---- |
| 1895 | 1833 | 1825 | 1808 | 1786 | 1743 | 1711 | 1689 | 1694 | 1666 |